# Mats Pertoft
Mats Olof Pertoft, född 4 december 1954 i Björnekulla, Kristianstads län, är en svensk politiker (miljöpartist).
Pertoft var riksdagsledamot 2006–2010, 2011–2014, 2015–2016 (ersättare) och 2017–2018 (ersättare), invald för Stockholms läns valkrets.
Han har tidigare varit kommunalråd i Södertälje och ledamot i Miljöpartiet de grönas partistyrelse. Till yrket är Pertoft Waldorflärare. Sedan hösten 2016 arbetar Pertoft som politiskt sakkunnig på samordningskansliet på statsrådsberedningen för Miljöpartiet. 
Han har varit ledamot i Elöverkänsligas Riksförbunds styrelse. 